# ميقونة عملاقة
ميقونة عملاقة (الاسم العلمي: Mucuna gigantea) هي نوع من النباتات تتبع جنس الميقونة من الفصيلة البقولية.